# Moho (Peru)
Moho – miasto w Peru, w regionie Puno, stolica prowincji Moho. W 2008 liczyło 2 652 mieszkańców.